# Ruse
Ruse (in bulgaro Русе?, in romeno Rusciuc) è una città della Bulgaria settentrionale, che con 165 283 abitanti è la quinta agglomerazione del paese per numero di abitanti; situata sulla sponda destra del Danubio, di fronte alla città romena di Giurgiu, è il maggiore porto fluviale della Bulgaria.
La città dista 200 km dalla costa del Mar Nero e 320 km dalla capitale Sofia, che è situata più a sud. Ruse è nota per le sue architetture dei secoli XIX e XX che si ispirano al barocco e al rococò, di notevole richiamo turistico. Il Ponte dell'Amicizia tra Ruse e Giurgiu, rende la città un importante crocevia di comunicazioni.

## Acque
L'alta sponda su cui si trova Ruse la protegge dalle inondazioni.
È una città portuale sul fiume Danubio, che si collega con i Paesi del Danubio e con il Reno-Meno-Danubio (Europa Occidentale e Centrale). Negli anni '50 fu costruito un ponte sul Danubio, che aprì nuove opportunità per lo sviluppo della città.
Il porto di Ruse è il più grande porto fluviale sul Danubio in Bulgaria.

## Storia
Ruse è il luogo di nascita di numerosi rivoluzionari e patrioti del Risorgimento bulgaro. Ma è anche una città cosmopolita per i suoi tempi, tollerante di varie religioni e una città europea con innovazione tecnologica e sociale.
Dopo l'indipendenza, la città era la più popolata, ma anche la più moderna del Principato di Bulgaria, prima che la nuova capitale superasse la sua popolazione. Molte delle innovazioni tecnologiche di fine Ottocento e inizio Novecento trovarono qui la loro prima applicazione in terra bulgara.

## Architettura
Ruse viene spesso definita la piccola Vienna per i suoi numerosi monumenti di cultura, la cui architettura è costituita dagli stili neo barocco, moderno, neoclassico e secessionista. I simboli della città sono l'Edificio Redditizio e il Monumento della Libertà. Lo spirito aristocratico e romantico della città richiama molti turisti.

## Economia
Negli anni '60 la città ebbe un forte sviluppo economico e la popolazione residente toccò nel 1963 i 198.000 abitanti, ma a partire dal 1970, una crisi causata dalle numerose chiusure di fabbriche che erano ubicate nella città, fece ridurre drasticamente la popolazione.
La città era dotata di aeroporto nazionale e internazionale, dismesso negli anni '80 perché ritenuto poco strategico.
Nel 2000 lo sviluppo era fermo, ma dopo l'ingresso della Bulgaria nell'Unione Europea nel 2007, l'economia ha ripreso a svilupparsi, e sono stati aperti numerosi centri commerciali e supermercati.

## Amministrazione

### Gemellaggi
La città di Ruse è gemellata con le seguenti città:
- Volgograd
- Saint-Ouen
- Giurgiu
- Peristeri
- Huainan
- Bratislava[2]

## La città
La via Aleksandrovska è un punto di architettura ricca e meravigliosa. Lì ci sono edifici caratteristici della fine del XIX secolo e degli inizi del XX secolo. Altri luoghi interessanti per il tempo libero sono il parco della gioventù con i suoi vicoli e il roseto, la piazza Knjaz Aleksander Battenberg con il museo e il Keya.
La varietà di aree verdi, che raggiunge quasi 3.000 ettari, domina il territorio urbano di Ruse. Il comune di Ruse usa misure complesse per l'efficienza energetica degli edifici, che mira a ridurre le emissioni di gas serra. Ci sono 14 km di piste ciclabili nella città di Ruse. Ruse ha un ricco calendario culturale, che offre una varietà di eventi agli ospiti della città. Il più riconoscibile tra questi è il festival "Giorni di musica di Marzo".

## Natura
Russenski Lom è un parco naturale in Bulgaria. Si trova a circa 20 km di Russe. Il parco prende il nome dal fiume Russenski Lom. Qui vi è l'unico monastero rupestre che opera in Bulgaria Santo Dimitar Basarabovski.

## Galleria d'immagini

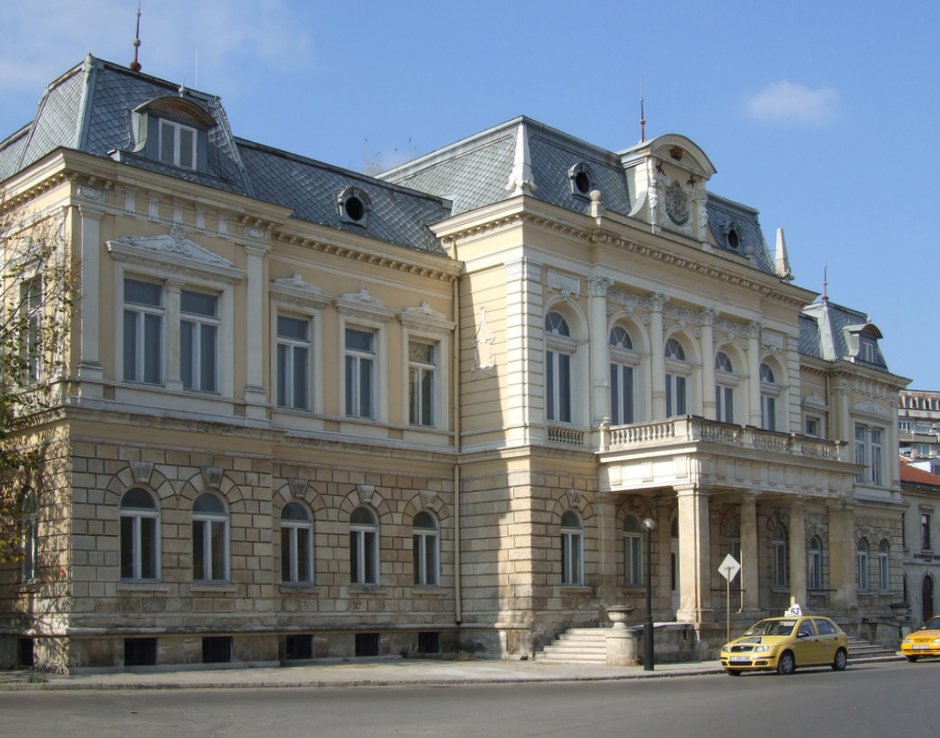
Palazzo Battenberg, sede del Museo Storico Regionale
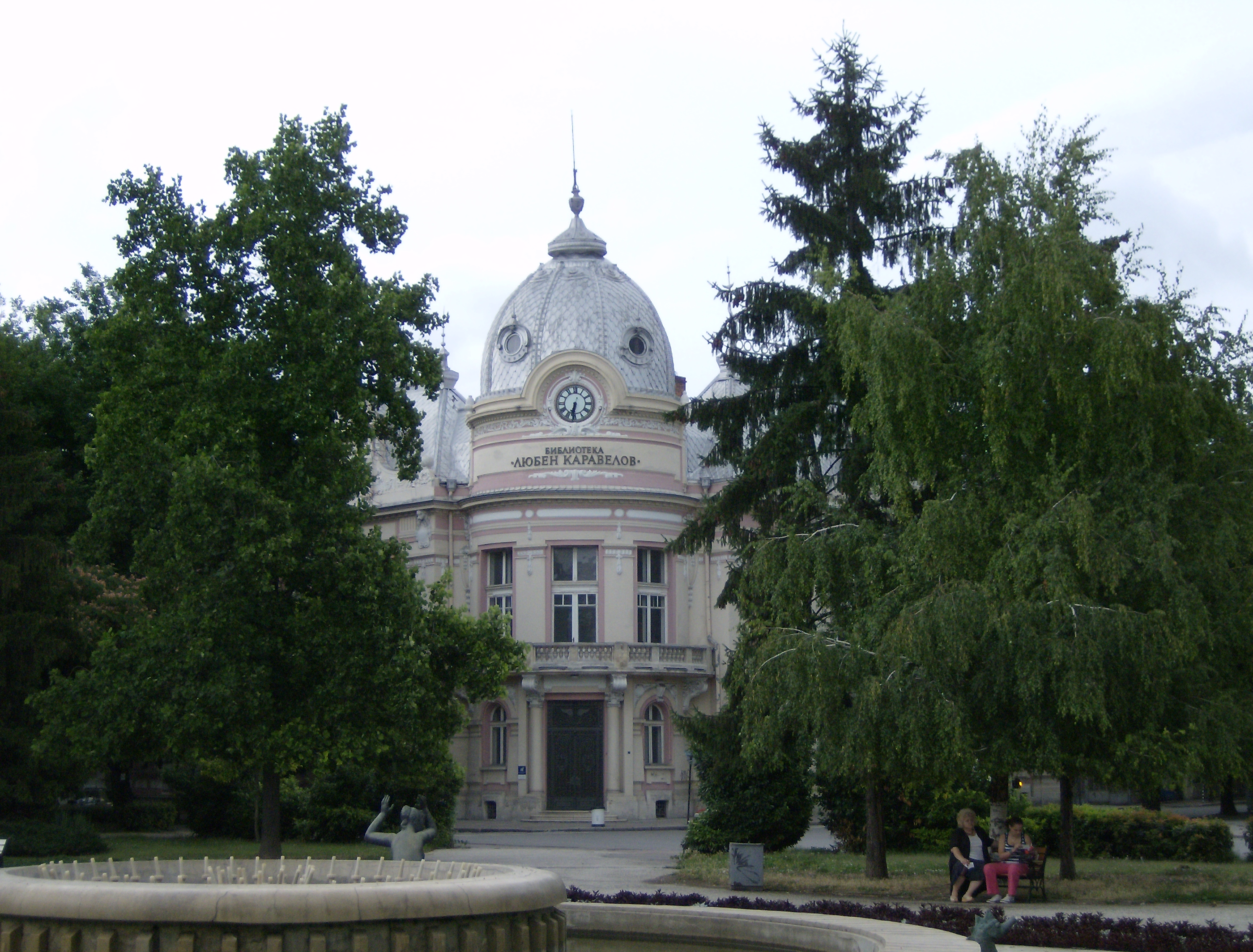
La Biblioteca Regionale
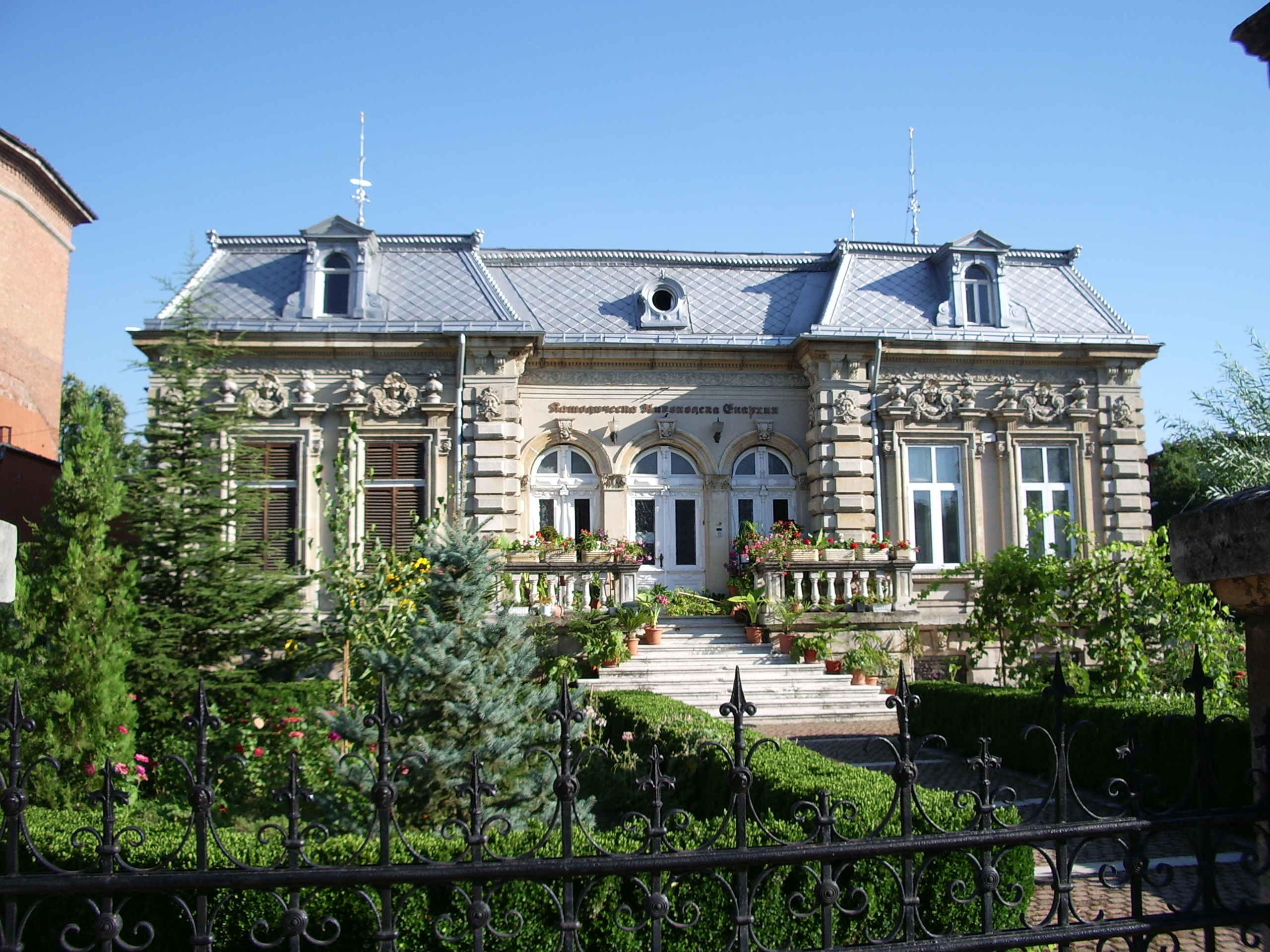
Eparchia cattolica
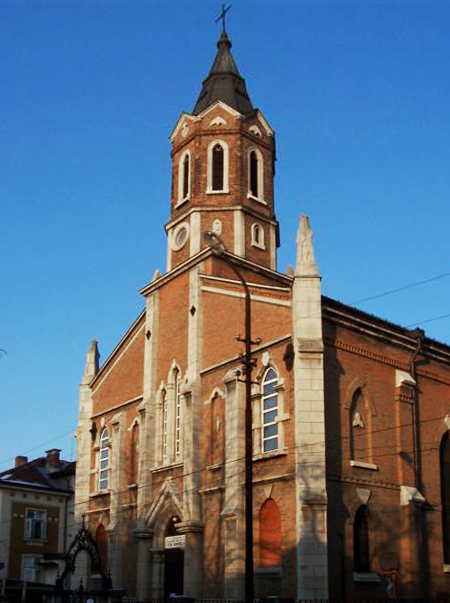
Cattedrale cattolica di San Paolo della Croce
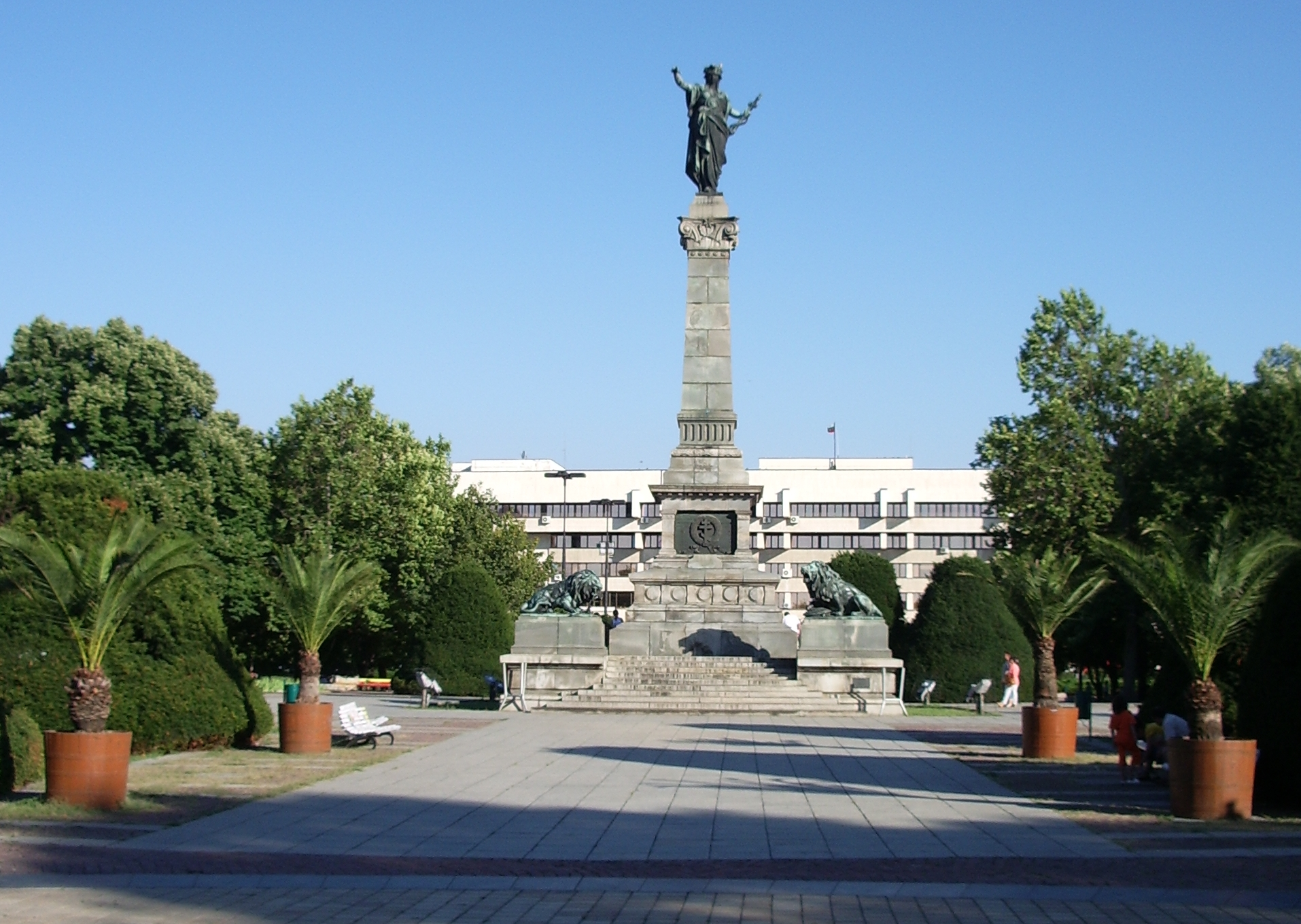
Monumento alla Libertà